# 八達通卡有限公司
八達通卡有限公司（英語：Octopus Cards Limited）是香港可增值非接觸式智能卡的電子支付系統八達通的營運公司。
八達通卡有限公司是八達通控股有限公司全資子公司。1994年以「聯俊達有限公司」名義成立，由香港主要交通公司持有股份，八達通卡有限公司是八達通系統和八達通的發售商。
八達通卡於1997年引入，以簡化香港公共交通支付方式為目標。後來八達通將業務擴展至零售、門禁和學校點名等用途。2002年1月聯俊達有限公司改名為八達通卡有限公司。由於八達通卡業務擴展，2005年進行公司架構重整，八達通控股有限公司成立，八達通卡有限公司成為其子公司。時至今日超過440間公司接受八達通付款，並不時有新公司加入。
八達通曾經是世界最先進和最廣泛使用的非接觸式智能卡系統，同時滲透率、交易量和應用範圍也最為廣泛，但在移動支付的高速發展下成為了「昨日科技」的標誌。
2022年1月，城巴及新巴向港鐵出售278萬股八達通卡有限公司。交易完成後，港鐵持股由57.4%增至64.02%，而九巴購入另外的60萬股。城巴及新巴不再持有八達通卡有限公司股權。

## 個人資料使用爭議
八達通於2002年起將約200萬客戶的個人資料轉讓給第三者，即信諾環球保險有限公司及Card Protection Plan Limited，並收取4,400萬元，佔了公司總收入三分之一。被轉讓的個人資料不但包括姓名、性別、身份證號碼等，更包括用戶曾於部份商戶購物的詳細清單。是次事件受影響的客戶包括參與八達通日日賞的客戶、個人八達通卡客戶及自動增值服務的使用者。

## 外部連結
- 八達通卡有限公司官方網站 （页面存档备份，存于）